# 공인일보
《공인일보》(工人日報)는 중화인민공화국에서 발간하는 신문이다. 중국어로 발행하고 있으며, 중화전국총공회이라는 단체의 기관지이다.
1946년부터 출판되고 있으며 중국의 경제 소식을 알린다.